# Maurice Sarrail
Maurice Sarrail (francès: Maurice-Paul-Emmanuel Sarrail)  (Carcassona, 6 d'abril de 1856 - París, 23 de març de 1929) fou un militar francès i un dels comandant durant la Primera Guerra Mundial.

## Militar de carrera
Alumne a Sant-Cyr de 1875 a 1877, a continuació de l'Escola Superior de Guerra de 1883 a 1885, va ser comandant de l'Escola de Sant-Maixent (febrer 1901-febrer 1904). Fou oficial de ordenança del ministre de la Guerra de 1900 a 1907 sota els governs Waldeck-Rousseau, Combes, Rouvier (II i III), Sarrien i finalment Clemenceau (I).
Republicà consagrat, molt compromès al si de les xarxes franc-maçòniques, associat amb el general André, fou comandant de la guarda militar de la Cambra dels diputats, a continuació director de la Infanteria al ministeri de la Guerra del 7 de març de 1907 al 27 de març de 1911.
Esdevingué comandant de la 12a divisió d'infanteria el 27 de març de 1911, a continuació de la 4a divisió d'infanteria el 1er d'octubre de 1913, sense haver estat comandant de regiment anteriorment.

## Primera Guerra mundial
El 1er de novembre de 1913 fou nomenat comandant del 8e cos d'exèrcit, a continuació, el 24 d'abril de 1914, del 6e cos d'exèrcit a Châlons-sur-Marne, que manava al començament de les hostilitats i a la batalla de Virton el 22 d'agost. El 30 d'agost, abans de la primera batalla de la Marne, reemplaçà al general Ruffey, apartat per Joffre, com a cap del 3r Exèrcit.
Després dels fracassos sagnants patits per l'exèrcit francès al començament de 1915, es va fer una enquesta portada pel general Dubail, comandant el grup d'exèrcits de l'Est. La culpabilitat de Sarrail fou evident i demostrada. Sarrail fou destituït el 22 de juliol de 1915.
Fort de les seves connexions polítiques amb els socialistes, rebé des del 3 d'octubre de 1915 un nou comandament, el del cos expedicionari d'Orient. El manava en el moment de l'ofensiva de Vàrdar l'octubre de 1915, començà llavors la construcció del camp de Salònica amb els aliats britànics i esdevingué comandant en cap dels exèrcits aliats d'Orient (C.A.A.) el 16 de gener de 1916.
L'ambient diplomàtic era tens amb una Grècia que no vol prendre partit i amb el rei Constantí provant de guardar una línia de neutralitat difícil. Va caldre acollir i equipar l'exèrcit serbi que, després del Golgotha albanès, fou reconstituït a Salònica.
Els Aliats tenint tropes britàniques, franceses, italianes, russes, serbies i dels voluntaris grecs (partidaris de Elevthérios Venizélos), llançà l'ofensiva de Monastir el novembre de 1916, que va permetre reprendre peu sobre sòl de l'aliat serbi. Té un paper determinant deposant al rei Constantí I de Grècia el 1917, però després Sarrail fou reemplaçat pel general Adolphe Guillaumat el 14 de desembre del mateix any.
Passa a la reserva el 6 d'abril de 1918.

## Alt comissionat a Síria
Després de la victòria del Cartel de les esquerres l'any 1924, fou cridat a l'activitat l'agost pel govern Herriot. Esdevingué alt comissionat de la República francesa a Síria i comandant en cap de l'exèrcit del Llevant el 29 de novembre de 1924, però fou cridat aviat a causa de la seva manera violenta de redreçar la situació en el moment de la revolta dels drusos.
Va morir el 1929 i fou enterrat als Invàlids.

## Graus
- Sotstinent (1877)
- Tinent (1882)
- Capità (1887)
- Coronel (1905)
- General de brigada (25 de març de 1908)
- General de divisió (27 de març de 1911)
- General de divisió mantingut en activitat sense límit d'edat (2 d'agost de 1924)
- Rang de comandant d'exèrcit i denominació de general d'exèrcit mantingut en activitat sense límit d'edat (29 de novembre de 1924)

## Successió de llocs de destí
| Predecessor                                                                                     | Funció                                      | Successor                                          |
| ----------------------------------------------------------------------------------------------- | ------------------------------------------- | -------------------------------------------------- |
| creació del mandat per la S.D.N. El 25 d'abril de 1920. Maxime Weygand des de 1923 fins a 1924. | Alt comissionat de la República.            | 29 de novembre 1924                                |
| creació de la plaça el 5 d'octubre de 1915.                                                     | Comandant en cap de l'Exèrcit d'Orient A.O. | Gral Guillaumat el 14 de desembre de 1917.         |
| Gral Ruffey fins al 30 d'agost de 1914.                                                         | Comandant del IIIer Exèrcit                 | Gral Humbert el 22 de juliol de 1915               |
| Gral Pouradier-Duteil fins a l'11 d'agost de 1913.                                              | Comandant del 8e cos d'exèrcit              | Gral de Castelli a partir del 24 d'abril de 19114. |
| Gral d'Amade fins al 24 d'abril de 1914                                                         | Comandant del 6e cos d'exèrcit              | Gral Verraux a partir del 30 d'agost de 1914.      |
| Gral de Trentignan fins al 9 de setembre de 1913.                                               | Comandant de la 4a divisió d' infanteria    | Gal Rabier a partir del 1er de novembre de 1913.   |
| Gral Valabrègue fins al 14 de març de 1911.                                                     | Comandant de la 12a divisió d'infanteria    | Gral Besset a partir del 1er de gener de 1913.     |

## Galeria d'imatges

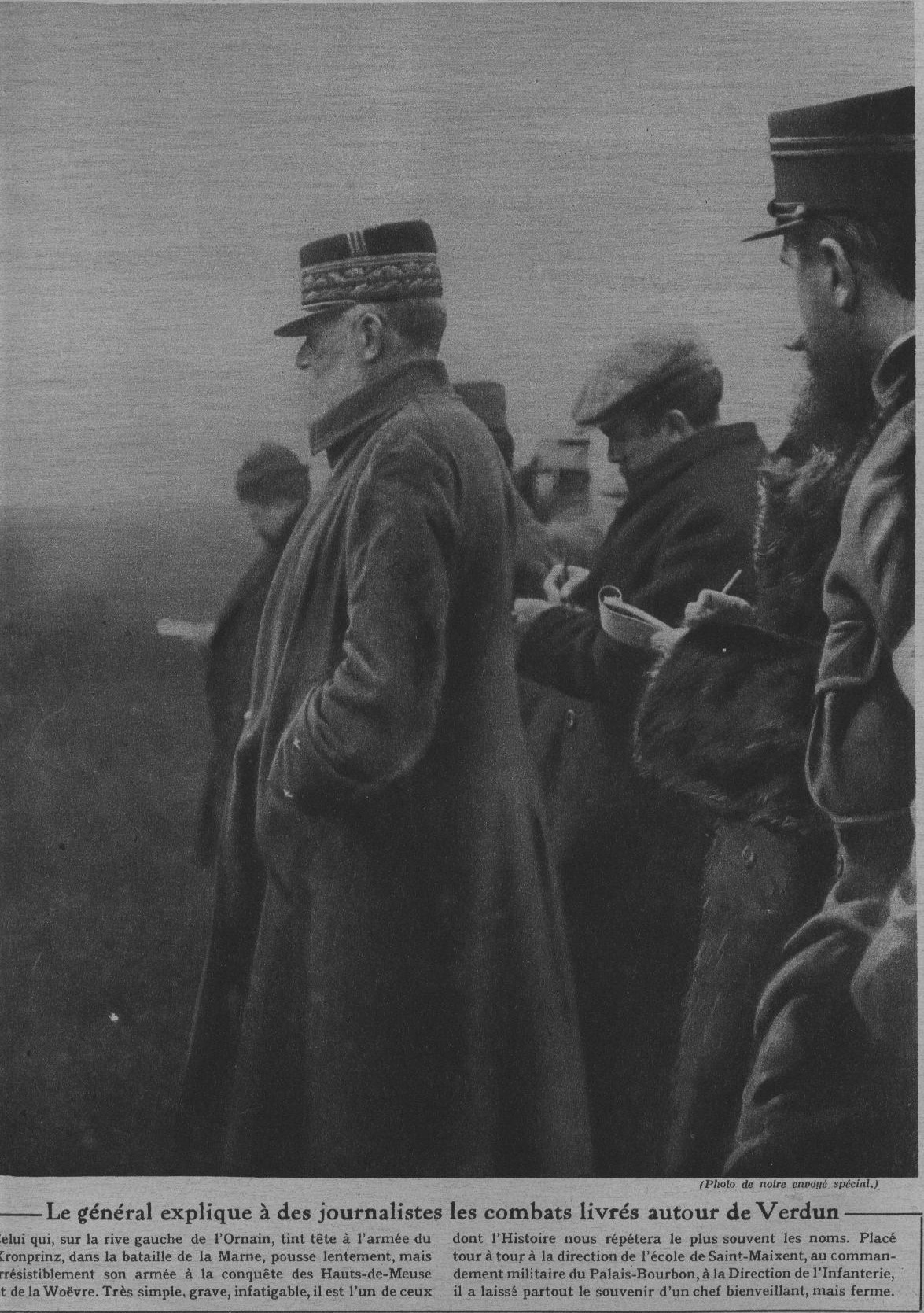
el gener 1915 amb periodistes en el moment dels combats a l'Argonne contra l'exèrcit del príncep hereu.
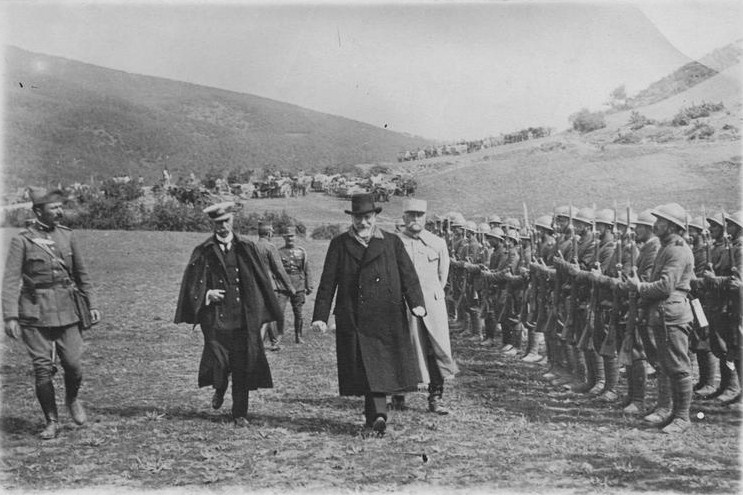
Amb Elevthérios Venizélos i l'amirall Koundouriotis inspeccionant tropes gregues equipades a la francesa.
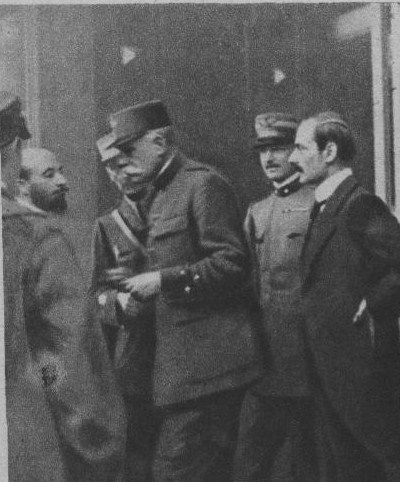
Sarrail a la Conferència de Roma (1917).
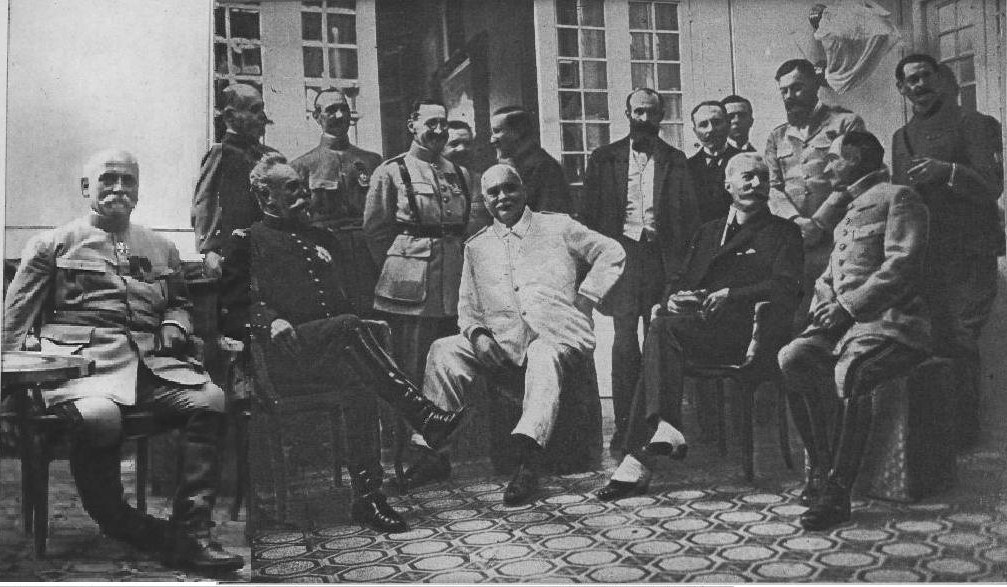
reunió a Atenes el juliol de 1917 amb els generals Régnault, Braquet, l'almirall Gueydon i el ministre Charles Jonnart.

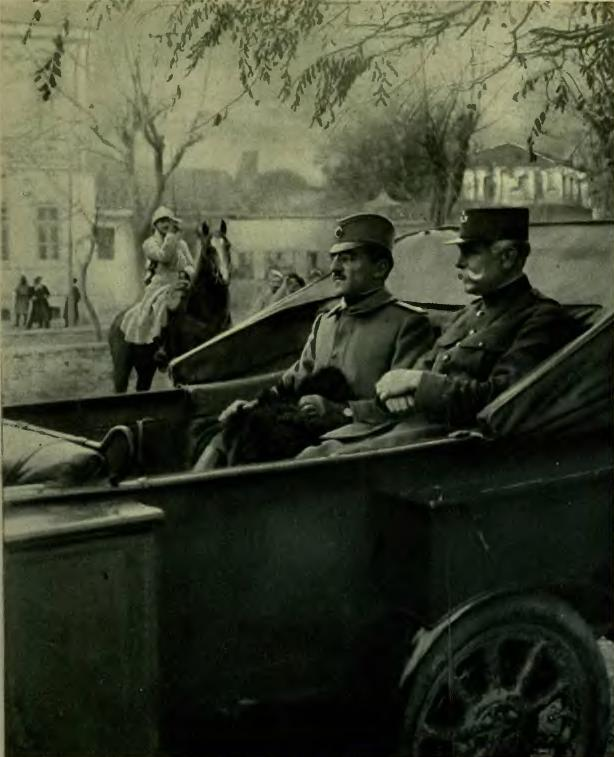
Amb Alexandre de Sèrbia després de la presa de Monastir.
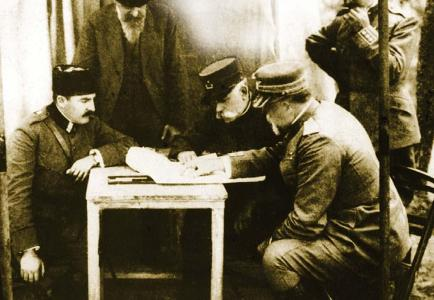
Amb Essad Paixà i el general Petitti di Roreto el 1916.
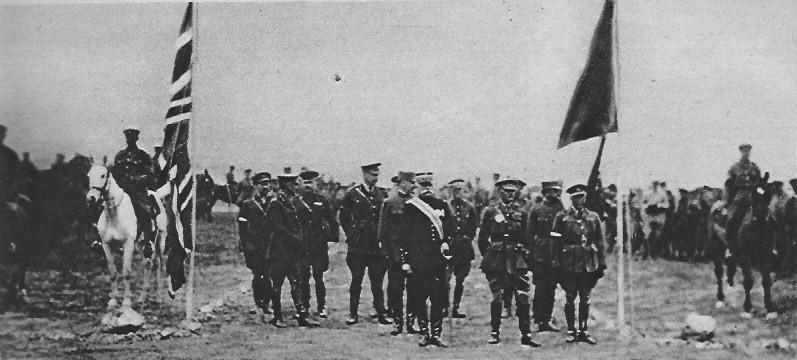
Els generals Mahon i Sarrail el maig de 1916.
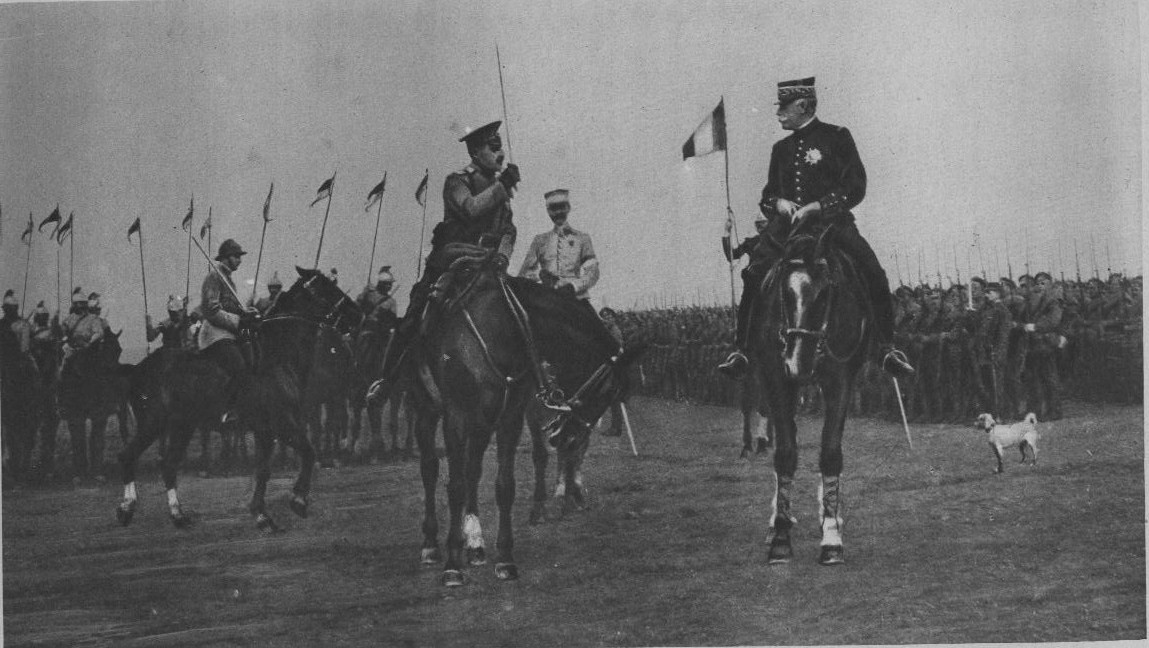
Amb el general Léontieff comandant de les tropes russes en Macedònia, març de 1917.